# Fondazione Fiera Milano
La Fondazione Fiera Milano è una fondazione, persona giuridica di diritto privato, nata nel 2000, che detiene la maggioranza assoluta del gruppo Fiera Milano, il principale operatore fieristico e congressuale italiano e uno dei maggiori a livello internazionale.
È una fondazione che svolge “funzioni di interesse generale senza fini di lucro, favorisce, promuove e incrementa, in Italia e all'estero, l'organizzazione di eventi e manifestazioni fieristiche”.
Fondazione Fiera ha sede in Largo Domodossola 1 ed è presieduta da Enrico Pazzali.

## Storia
Il Regio Decreto di Vittorio Emanuele III del primo luglio 1922 istituisce l'Ente Autonomo Fiera Internazionale di Milano.
Nel 1923 l’Ente acquista dallo Stato il terreno della vecchia Piazza d’Armi, sul quale inizia a costruire, già nel 1923, il Palazzo dello Sport di piazza VI Febbraio e le due Palazzine degli Orafi di Porta Domodossola, attuali sedi degli uffici della Fondazione.
Dopo i bombardamenti della seconda guerra mondiale, la nuova Fiera Milano viene inaugurata il 12 settembre 1946. Negli anni, alla Fiera Campionaria si affiancano le mostre specializzate, che aumenteranno fino sancire la definitiva chiusura della Fiera d'Aprile (nome con il quale si è indicato il parco espositivo dal 1986) nel 1990.
Nel 1997 vengono aperti i tre nuovi padiglioni del Portello, che portano la superficie espositiva di Fiera Milano a 348 000 m². È l'attuazione della prima parte dell’Accordo di programma del 1994 sottoscritto fra gli enti locali e l’Ente Fiera che ha aperto le porte al grande progetto della realizzazione di una nuova fiera, contigua ma esterna alla città, e alla riqualificazione di gran parte del quartiere storico.
Nel 1998 le funzioni amministrative in materia di fiere vengono trasferite dallo Stato alle Regioni. Il 30 luglio 1999 la giunta regionale lombarda nomina un collegio commissariale straordinario per l'Ente Autonomo Fiera Internazionale di Milano.
Nel 2000 l'Ente Autonomo Fiera Internazionale diventa Fondazione.
Il 31 marzo 2005 viene inaugurato il nuovo quartiere di Fieramilano.
Con l’avvio di fieramilano, Fondazione Fiera ha ridotto la storica presenza della fiera in città, cedendo a CityLife due terzi del quartiere fieristico milanese – pari a 255 000 metri quadrati – con un concorso internazionale che ha portato alla realizzazione di un ampio intervento di riqualificazione urbana.
Nel marzo 2020, in occasione della pandemia di Covid-19 e della relativa carenza di posti letto nei reparti di rianimazione negli ospedali della Lombardia, Fondazione Fiera Milano ha messo a disposizione i padiglioni 1 e 2 del Portello a Fieramilanocity, per un totale di 25.000 i metri quadri di superficie, per affrontare l'emergenza. Nei padiglioni verranno allestiti dei moduli ospedalieri appositamente attrezzati e capaci di ospitare circa 400 posti letto in totale per malati acuti, e tutti i servizi necessari per il personale medico-ospedaliero.

## Attività
Il patrimonio immobiliare di Fondazione Fiera Milano è rappresentato dall’infrastruttura fieristica e congressuale: fieramilano, fieramilanocity e MiCo – Milano Congressi.
Fieramilano è il quartiere che ospita gran parte delle manifestazioni espositive e quelle di maggiori dimensioni. Progettato dall’architetto Massimiliano Fuksas, è stato inaugurato nel 2005, in un'area al confine tra i comuni di Rho e Pero. Offre 345 000 metri quadrati espositivi coperti e 60 000 all'aperto.
Fieramilanocity è l’area espositiva rimasta in città dopo la cessione di gran parte dello storico sedime a CityLife, rappresentata dai padiglioni disegnati dall’architetto Mario Bellini ed edificati alla fine degli anni novanta nell'area del Portello. Dei 26 padiglioni del quartiere storico milanese, ne restano operativi 4, che ospitano gli eventi a forte vocazione urbana.
MiCo-Milano Congressi è il progetto dell'architetto Mario Bellini realizzato nei padiglioni del quartiere fieristico storico. Avviato nel 2002, raddoppiato nel 2005 ed esteso nel 2011, può accogliere fino a 18 000 persone in circa 70 sale conferenze.

## Governance
Tutti gli organi sociali di Fondazione Fiera Milano rimangono in carica tre esercizi. Il Presidente e i componenti degli organi collegiali non possono essere nominati per più di due volte. Il Consiglio generale e il Comitato esecutivo sono presieduti da Enrico Pazzali. Il Collegio dei revisori è presieduto da Raffaella Pagani.

## Risultati economici e finanziari
L’esercizio chiuso al 31 dicembre 2018 ha registrato:
- Risultato lordo: 15,7 milioni di euro
- Risultato netto: 6,4 milioni di euro
- Capitale investito: 882,2 milioni di euro
- Patrimonio netto consolidato: 664,3 milioni di euro

## Archivio
L’archivio storico della Fondazione Fiera Milano è costituito da tutto il patrimonio documentario prodotto dall'Ente Autonomo Fiera di Milano fin dal 1920, anno della prima Fiera Campionaria di Milano. Oltre ai documenti cartacei prodotti dalla presidenza, dalla segreteria generale, amministrazione, commerciale, personale, custodisce più di 200.000 fotografie (positivi, negativi su lastra di vetro, negativi su pellicola, fotocolor), 2.000 cataloghi di fiere, 100 manifesti e 350 video (pellicole 16 e 35 mm, U-matic, VHS). Questo imponente materiale, diviso in sei sezioni (documenti cartacei (Estremi cronologici: 1916 - 2000), iconografia (Estremi cronologici: 1923 - 1990), filmati e registrazioni audio(Estremi cronologici: 1927 - 1990), oggettistica, museale, emeroteca), delinea oltre ottanta anni di cultura di impresa, dalla prima Fiera Campionaria di Milano fino a oggi.